# خوسيه بيلار رييس
خوسيه بيلار رييس (بالإسبانية: Pilar Reyes)‏ (12 أكتوبر 1955 في المكسيك - ) هو لاعب كرة قدم مكسيكي في مركز حراسة المرمى، شارك في كأس العالم 1978. وشارك مع منتخب المكسيك لكرة القدم. أما مع النوادي، فقد لعب مع تايجرز أونال ونادي سان لويس ونادي مونتيري وتامبيكو ماديرو.

## وصلات خارجية
- خوسيه بيلار رييس على موقع الاتحاد الدولي (مؤرشف)  (الإنجليزية)
- خوسيه بيلار رييس على موقع قاعدة بيانات كرة القدم.إي يو (الإنجليزية)
- خوسيه بيلار رييس على موقع ناشيونال فوتبول تيمز (الإنجليزية)
- خوسيه بيلار رييس على موقع عالم كرة القدم.نت (الإنجليزية)